# نیروگاه هسته‌ای فلانویل
نیروگاه هسته‌ای فلانویل (به فرانسوی: Centrale nucléaire de Flamanville) یک نیروگاه هسته‌ای در فرانسه است که در Flamanville واقع شده‌است.